# جورج إدوزي
جورج إدوزي هو (بالإنجليزية: George Edozie) رسام نيجيري .

## السيرة الذاتية
ولد جورج إدوزي في 11 مايو 1972. التحق بمدرسة الابتدائية، نسوكا، مدرسة واشنطن التذكارية، أونيتشا ودرس الفنون الجميلة والتطبيقية في جامعة بنين، مدينة بنين حيث تخصص في الرسم عام 1996. يعيش ويعمل في لاغوس ، نيجيريا ، كفنان استوديو بدوام كامل.

## روابط خارجية
- http://www.pau.edu.ng/museum/ نسخة محفوظة 1 ديسمبر 2012 على موقع واي باك مشين.
- http://jesscastellote.wordpress.com//2008/02/21/george-edozie/
- http://theguardianlifemagazine.blogspot.com/2009/08/for-edozie-identity-on-trial.html